# بنو خطمة
بنو خطمة هم من أكبر بطون الأوس. كانوا متفرقين في آطامهم فلما جاء الإسلام اتخذوا مسجدهم في أحد أطامهم، وقد صلى الرسول فيه ولا يزال المسجد قائما اوس لان. وابتنى رجل منهم عند المسجد بيت سكن، وتكاثروا فيه وكثروا حتى كان يقال لهم (غزة) تشبيهاً بغزة الشام لكثرة أهلها وهؤلاء يعرفون اليوم بـ(الغزي).
ومن اعلامهم الصحابي خزيمة بن ثابت (الأنصاري) الذي كان يحمل راية بني خطمة عند فتح مكة. وكرمه الرسول بلقب ذو الشهادتين لانه شهد على صدق الرسول في واقعة مخاصمة مع اعرابي لم يكن هو موجود فيها. بل استند في شهادته على العقل والمنطق. وعندما ساله الرسول كيف تشهد لي وانت لم تكن موجودا؟ اجابه: اننا صدقناك بما اتيتنا به من السماء أفنكذبك بما تقوله على الأرض.